# Dienstgrade der Volkspolizei-Bereitschaften

Hoheitsabzeichen der VP-Bereitschaften

Der nachstehende Artikel beschreibt die Dienstgrade der „Kasernierten Einheiten des Ministeriums des Innern“, unter anderem der Volkspolizei-Bereitschaften, und enthält eine Übersicht im Vergleich zur NVA (Land-/Luftstreitkräfte) sowie zur Volksmarine (1958–1990).

## Beschreibung
Die Dienstranghierarchie der Angehörigen der Kasernierten Einheiten des MdI der DDR wurde mittels etwa zehn Zentimeter langer Schulterstücken an den Dienst- bzw. Felddienstuniformen kenntlich gemacht.
- Die Schulterstücke der grünen Dienstuniform der Volkspolizei-Bereitschaften wiesen außen die hellgrüne, die der blauen Dienstuniform der Kompanien der Transportpolizei (Kp./T) die hellblaue Waffenfarbe auf (Im Folgenden dann dementsprechend). Die Kragenspiegel waren hellgrün bzw. hellblau unterlegt. Im Gegensatz dazu waren die Dienstgradabzeichen der DVP und der VP-Behörden und -Ämter dunkelgrün, die der Transportpolizei und deren Ämter dunkelblau.

Die Schulterstücke der Felddienstbekleidung der Volkspolizei-Bereitschaften waren im Grundton dunkelgrün, die der Kompanien der Transportpolizei dunkelblau.

## Dienstgradgruppe der Wachtmeister
Für die grüne Dienstuniform der Wehrdienstpflichtigen im Grundwehrdienst: Hellgrüne Schulterstücke für den Anwärter der VP (Anw. d. VP), für den Unterwachtmeister der VP (Uwm. d. VP) das gleiche mit einem silbernen Balken mit mehreren hellgrünen pfeilförmigen Web-Stickereien und je zwei silberne Balken für den Wachtmeister der VP (Wm. d. VP), dieser Dienstgrad wurde mit der Einführung des neuen Wehrdienstgesetzes der DDR ab 1982 nicht mehr an aktiv dienende Wehrpflichtige vergeben. Den Dienstgrad Wachtmeister der VP trugen Reservisten, die diesen Dienstgrad noch gemäß dem alten Wehrdienstgesetz der DDR von 1962 erreicht hatten. Wehrpflichtige der Dienstgradgruppe der Wachtmeister mit der Dienststellung (Kein Dienstgrad) „Stellvertretender Gruppenführer“ trugen ab etwa 1984 in der Mitte der Schulterstücke zusätzlich je eine Aufschiebeschlaufe aus baumwollener Plattschnur in der Farbe malino, bei Wehrpflichtigen, die als Gruppenführer eingesetzt wurden, war die Aufschiebeschlaufe rot. Für die Felddienstuniform im Strichtarndruck der Wehrdienstpflichtigen im Grundwehrdienst: Dunkelgrüne Schulterstücke für den Anwärter der VP (Anw. d. VP), je ein hellgrüner Balken für den Unterwachtmeister der VP (Uwm. d. VP) und je zwei hellgrüne Balken für den Wachtmeister der VP (Wm. d. VP). Wehrpflichtige der Dienstgradgruppe der Wachtmeister mit der Funktion (Kein Dienstgrad) „Stellvertretender Gruppenführer“ trugen in der Mitte der dunkelgrünen Schulterstücke jeweils zusätzlich eine Aufschiebeschlaufe aus baumwollener Plattschnur in der Farbe malino, bei Wehrpflichtigen, die als Gruppenführer eingesetzt wurden, war die Aufschiebeschlaufe rot.
- Unterführerschüler der VP (Ufs d. VP., 1. Diensthalbjahr) trugen bis 1988 zur grünen Dienstuniform hellgrüne Schulterstücke mit je einem silbernen Balken (s. Uwm der VP) sowie ein silbernes „S“; sie waren formal Unterwachtmeistern der VP gleichgestellt. Ab 1988 wurde der Dienstgrad Unterführerschüler der VP abgeschafft und der Dienstgrad Unterwachtmeister in Ausbildung (Uwm. i. A.) geschaffen, welcher äußerlich dem Unterwachtmeister der VP glich. Unterführerschüler der VP (Ufs d. VP., 1. Diensthalbjahr) trugen bis 1988 zum Felddienstanzug dunkelgrüne Schulterstücke mit jeweils einem hellgrünen Balken sowie ein silbernes „S“ (nicht matt lackiert). Unterwachtmeister in Ausbildung trugen die Dienstgradabzeichen der Umw. d. VP.

## Dienstgradgruppe der Unterführer (Novellierungab 1980)
Für die grüne Dienstuniform der Unterführerdienstgrade wurde als deren erster Dienstgrad der Oberwachtmeister der VP (Owm. d. VP) mit hellgrünen Schulterstücken mit je einer ein Zentimeter breiten silbern umlaufenden, von mehreren hellgrünen pfeilförmigen Web-Stickereien durchsetzten Plattschnur gekennzeichnet, der Hauptwachtmeister der VP (Hwm. d. VP) mit gleichen Schulterstücken und zusätzlich einem silbernen viereckigem Stern, der Meister der VP (Mstr. d. VP) mit zwei silbernen Sternen waagerecht verlaufend, der Obermeister der VP (OMstr. d. VP), gleiches Schulterstück mit drei Sternen.
Für die Felddienstuniform der Unterführerdienstgrade wurde als deren erster Dienstgrad der Oberwachtmeister der VP (Owm. d. VP) mit dunkelgrünen Schulterstücken mit je einer ein Zentimeter breiten hellgrün umlaufenden Plattschnur gekennzeichnet, der Hauptwachtmeister der VP (Hwm. d. VP) mit gleichen Schulterstücken und je zusätzlich einem mattgrauen viereckigem Stern, der Meister der VP (Mstr. d. VP) mit zwei mattgrauen Sternen, und der Obermeister der VP (OMstr. d. VP), gleiches Schulterstück mit drei mattgrauen Sternen.
- Offiziersschüler waren den Unterführern gleichgesetzt. Ihre Schulterstücke waren mit je einer etwa 60 Millimeter breiten silbern umlaufenden, von mehreren hellgrünen pfeilförmigen Web-Stickereien durchsetzten Plattschnur gekennzeichnet. In der Mitte war ein silbernes „S“ angegebracht, diese galten für Offiziersschüler der VP in der Hochschulreifeausbildung. Diese trugen im ersten Studienjahr die gleichen Schulterstücke, jedoch mit einem Querbalken am Ende des Bogens. Für jedes weitere Studienjahr kam ein weiterer Balken dazu: Zweites Studienjahr zwei Balken, Drittes Studienjahr drei Balken, viertes Studienjahr vier Balken. Für die Felddienstuniform entsprechend dunkelgrüne Effekten mit hellgrüner Umrandung.

## Dienstgradgruppe der Offiziere der mittleren Laufbahn
Die Schulterstücke der grünen Dienstuniform der Leutnants und Hauptleute bestanden aus Silberplattschnur. Der goldfarbene Rangstern des Unterleutnants war auf dem unteren Rand des Schulterstücks mittig gesetzt. Den Unterleutnant zeichnete ein Rangstern aus, den Leutnant zwei nebeneinander gesetzte Rangsterne, den Oberleutnant drei zum gleichmäßigen Dreieck formierte Rangsterne. Beim Hauptmann saß über der Dreiecksformation ein weiterer Rangstern. Für die Felddienstuniform -dunkelgrüne Schulterstücke (in Größe und Form ab etwa 1980 mit denen der Anwärter der VP identisch) mit mattgrauen Gradsternen- entsprechend.

## Dienstgradgruppe derStabsoffiziere
Diese hatten geflochtene Schulterstücke (silbern), mit einem Rangstern für den Major, zwei Sternen für den Oberstleutnant, drei Sternen für den Oberst. Für die Felddienstuniform entsprechend.
- In einer VP-Bereitschaft war als höchster Dienstgrad der des Oberstleutnants der VP zu erreichen (nur Kommandeur). An der Offiziershochschule des MdI konnten die Lehroffiziere und in der Dienststelle der DVP Blumberg in Freudenberg die Stellvertreter des Leiters und deren Stellvertreter diesen Dienstgrad erhalten. Der Leiter der Unterführerschule in Dresden, welche bis 1985 bestand, erreichte den Dienstgrad Oberst der VP.

- In der Nachrichten-Bereitschaft und in der Dienststelle der DVP Blumberg in Freudenberg war der höchste Dienstgrad der des Oberst der VP zu erreichen (nur Kommandeur / Leiter der Dienststelle).

- Den höchsten militärischen Dienstgrad der DDR, der eines Armeegenerals konnte nur der Minister des Inneren erreichen. Gleichwohl konnten Offiziere im Dienstbereich der Volkspolizei-Bereitschaften auch weitaus höhere Dienstgrade (Generalsrang) erreichen, wie beispielsweise der Kommandeur der OHS des MdI.

## Übersicht der Dienstgrade
Vergleich VP-Bereitschaften, NVA (Land/Luft) sowie Volksmarine (1958–1990) und NATO-Rangcode

### Mannschaften und Unterführer
| VP-Bereitschaften              | VP-Bereitschaften     | NVA                                        | Volksmarine                                |      |
| Dienstgrad                     | Rangabzeichen         | NVA                                        | Volksmarine                                |      |
| ------------------------------ | --------------------- | ------------------------------------------ | ------------------------------------------ | ---- |
| Mannschaften                   |                       |                                            |                                            |      |
| Anwärter der VP                |                       | Soldat                                     | Matrose                                    | OR-1 |
| Unterwachtmeister der VP       |                       | Gefreiter                                  | Obermatrose                                | OR-2 |
| Wachtmeister der VPAnm. 1      |                       | Stabsgefreiter                             | Stabsmatrose                               | OR-3 |
| Unterführer und Unteroffiziere |                       |                                            |                                            |      |
| Oberwachtmeister der VP        |                       | Unteroffizier                              | Maat                                       | OR-5 |
| kein Äquivalent                | kein Äquivalent       | Unterfeldwebel                             | Obermaat                                   | OR-5 |
| Hauptwachtmeister der VP       |                       | Feldwebel                                  | Meister                                    | OR-6 |
| Meister der VP                 |                       | Oberfeldwebel                              | Obermeister                                | OR-7 |
| Obermeister der VP (ab 1961)   |                       | Stabsfeldwebel                             | Stabsobermeister                           | OR-8 |
| Fähnriche                      |                       |                                            |                                            |      |
| kein ÄquivalentAnm. 2          | kein ÄquivalentAnm. 2 | Fähnrich (NVA) bis Stabsoberfähnrich (NVA) | Fähnrich (NVA) bis Stabsoberfähnrich (NVA) | W1-4 |

### Offizier (Offiziersschüler) und Generäle
| VP-Bereitschaften       | VP-Bereitschaften | NVA                                            | Volksmarine                                    |       |
| Dienstgrad              | Rangabzeichen     | NVA                                            | Volksmarine                                    |       |
| ----------------------- | ----------------- | ---------------------------------------------- | ---------------------------------------------- | ----- |
| Offiziersschüler der VP |                   | Offiziersschüler (1. bis 6. Studienjahr)Anm. 3 | Offiziersschüler (1. bis 6. Studienjahr)Anm. 3 | OF-D  |
| Unterleutnant der VP    |                   | Unterleutnant                                  | Unterleutnant zur See                          | OF-1c |
| Leutnant der VP         |                   | Leutnant                                       | Leutnant zur See                               | OF-1b |
| Oberleutnant der VP     |                   | Oberleutnant                                   | Oberleutnant zur See                           | OF-1a |
| Hauptmann der VP        |                   | Hauptmann                                      | Kapitänleutnant                                | OF-2  |
| Major der VP            |                   | Major                                          | Korvettenkapitän                               | OF-3  |
| Oberstleutnant der VP   |                   | Oberstleutnant                                 | Fregattenkapitän                               | OF-4  |
| Oberst der VP           |                   | Oberst                                         | Kapitän zur See                                | OF-5  |
| Generalmajor der VP     |                   | Generalmajor                                   | Konteradmiral                                  | OF-6  |
| Generalleutnant der VP  |                   | Generalleutnant                                | Vizeadmiral                                    | OF-7  |
| Generaloberst der VP    |                   | Generaloberst                                  | Admiral                                        | OF-8  |

Anmerkungen
1. Der Dienstgrad Wachtmeister wurde mit der Einführung des neuen Wehrdienstgesetzes der DDR ab 1982 nicht mehr an aktiv dienende Wehrpflichtige vergeben. Den Dienstgrad Wachtmeister der VP trugen Reservisten, die diesen Dienstgrad noch gemäß dem alten Wehrdienstgesetz der DDR von 1962 erreicht hatten.
2. Die VP-Bereitschaften verfügten über kein Dienstgrad-Äquivalent für die 1974 in NVA und Volksmarine eingeführte Dienstgradgruppe bzw. Laufbahn der NVA-Fähnriche; jedoch spezielle Verwendungen bzw. Dienststellungen wurden wie NVA-Fähnriche vergütet.
3. Das betraf vor allem Offiziersschüler, die beispielsweise an einer militärischen Hochschule der UdSSR - oder der Militärmedizinischen Sektion an der Universität Greifswald studierten.